# 黒い雫 & Coupling Songs: 'Side B'
「黒い雫 & Coupling Songs: 'Side B'」（くろいしずく アンド カップリング ソングス：'サイド ビー'）は、2015年12月2日に発売されたSuperflyの20枚目のシングル。

## 概要
本作は通算20枚目の節目のシングルとなることを記念して、タイトル曲「黒い雫」と初のカップリング・ベストとなる「Coupling Songs: 'Side B'」とのシングル2枚組全22曲の豪華盤としてリリースされた。またオリコンでの扱いはシングルではなくアルバムとなる。
表題曲「黒い雫」は、フジテレビ系水10ドラマ「無痛〜診える眼〜」の主題歌として書き下ろされた。東市篤憲が監督したミュージック・ビデオが制作され、白と黒をテーマカラーに、Superflyこと越智志帆の行動が周りの人々の行動を変えていくというメッセージが表現されている。
Disc 1には表題曲と「新世界へ」、ジョーン・ジェットのカバーで有名なロックの世界的スタンダード曲「I Love Rock 'N' Roll」のカバーの新録3曲に加え、2015年9月に行われた「Supefly WHITE TOUR 2015」の東京国際フォーラムでのライブ音源2曲の全5曲を収録。このうち「I Love Rock 'N' Roll」のカバーには、オリジナルを歌っていたイギリスの3ピースバンド・The Arrows（ジ・アロウズ）のメンバーで原曲の作曲者であるアラン・メリルがギターで参加している。洋楽のカヴァーがシングルに収録されるのは、10枚目のシングル「Wildflower & Cover Songs:Complete Best 'TRACK 3'」以来約5年振りとなる。
Disc 2には、デビューシングル「ハロー・ハロー」から18枚目のシングル「愛をからだに吹き込んで」までのカップリング曲と、2009年に期間限定で配信されたCD初収録の「愛をこめて花束を (Piano ver.)」の全17曲を収録。
初回生産限定盤には、2015年5月30日に大阪城西の丸庭園で行われたフリーライブ「5th Album『WHITE』リリース記念Free Live」の映像を全曲収録したDVDが付属する。

## 収録曲

### Disc 1：CD
| 全編曲: 蔦谷好位置。 |                                                                                 |                           |                              |      |
| #                    | タイトル                                                                        | 作詞                      | 作曲                         | 時間 |
| 1.                   | 「黒い雫」                                                                      | 越智志帆、jam             | 越智志帆                     | 3:30 |
| 2.                   | 「新世界へ」                                                                    | Sally#Cinnamon            | 越智志帆、蔦谷好位置         | 3:48 |
| 3.                   | 「I Love Rock 'N' Roll」(カバー曲)                                              | Jake Hooker, Alan Merrill | Jake Hooker, Alan Merrill    | 3:39 |
| 4.                   | 「Beautiful (Live from 『Superfly WHITE TOUR 2015』 at 東京国際フォーラム)」    | 越智志帆                  | 越智志帆、蔦谷好位置         | 5:48 |
| 5.                   | 「On Your Side (Live from 『Superfly WHITE TOUR 2015』 at 東京国際フォーラム)」 | 越智志帆、jam             | Bonnie McKee、Michele McCord | 7:05 |

### Disc 2：CD
| #   | タイトル                                                               | 作詞                               | 作曲                 | 編曲                           | 時間 |
| --- | ---------------------------------------------------------------------- | ---------------------------------- | -------------------- | ------------------------------ | ---- |
| 1.  | 「孤独のハイエナ」(1stシングル「ハロー・ハロー」より)                  | 越智志帆、多保孝一                 | 多保孝一             | 多保孝一、青木和義、山岡恭子   | 4:27 |
| 2.  | 「凛」(2ndシングル「マニフェスト」より)                                | 越智志帆                           | 多保孝一             | 多保孝一、松岡モトキ、阿部尚徳 | 5:52 |
| 3.  | 「愛と感謝」(4thシングル「愛をこめて花束を」より)                      | 越智志帆、多保孝一                 | 多保孝一             | 多保孝一、松岡モトキ           | 4:28 |
| 4.  | 「Perfect Lie」(6thシングル「How Do I Survive?」より)                  | 越智志帆                           | 越智志帆、蔦谷好位置 | 蔦谷好位置                     | 3:56 |
| 5.  | 「Welcome To The Rockin' Show」(7thシングル「My Best Of My Life」より) | 多保孝一                           | 多保孝一             | 蔦谷好位置、多保孝一           | 3:21 |
| 6.  | 「Rescue Me」(11thシングル「Eyes On Me」より)                          | 越智志帆                           | 多保孝一             | 蔦谷好位置                     | 4:09 |
| 7.  | 「プリマドンナ」(11thシングル「Eyes On Me」より)                       | 越智志帆                           | 越智志帆、多保孝一   | 蔦谷好位置                     | 3:17 |
| 8.  | 「Different Ways」(12thシングル「Beep!!/Sunshine Sunshine」より)       | 越智志帆                           | 越智志帆             | 蔦谷好位置                     | 3:40 |
| 9.  | 「I My Me Mine Mine」(14thシングル「愛をくらえ」より)                  | 越智志帆                           | 越智志帆             | 蔦谷好位置                     | 2:38 |
| 10. | 「28」(15thシングル「輝く月のように/The Bird Without Wings」より)      | 越智志帆                           | 多保孝一             | 蔦谷好位置                     | 4:16 |
| 11. | 「終わりなきゲーム」(16thシングル「Force」より)                        | 越智志帆                           | 多保孝一             | 蔦谷好位置                     | 3:53 |
| 12. | 「透明人間」(16thシングル「Force」より)                                | 越智志帆                           | 多保孝一             | 蔦谷好位置                     | 4:38 |
| 13. | 「万華鏡と蝶」(17thシングル「Live」より)                               | jam                                | 越智志帆             | 蔦谷好位置                     | 3:56 |
| 14. | 「The Long Way Home」(17thシングル「Live」より)                        | 越智志帆、jam                      | 越智志帆、蔦谷好位置 | 蔦谷好位置                     | 5:03 |
| 15. | 「You You」(18thシングル「愛をからだに吹き込んで」より)                | 越智志帆、jam                      | 越智志帆、蔦谷好位置 | 蔦谷好位置、釣俊輔             | 4:40 |
| 16. | 「クローゼット」(18thシングル「愛をからだに吹き込んで」より)           | 越智志帆、jam                      | 越智志帆、蔦谷好位置 | 蔦谷好位置、釣俊輔             | 5:15 |
| 17. | 「愛をこめて花束を (Piano ver.)」                                      | 越智志帆、多保孝一、いしわたり淳治 | 多保孝一             | 蔦谷好位置                     | 4:08 |

### Disc 3：DVD（初回限定版）
| #   | タイトル                     | 作詞 | 作曲・編曲 | 時間 |
| --- | ---------------------------- | ---- | ---------- | ---- |
| 1.  | 「White Light」              |      |            | 5:22 |
| 2.  | 「タマシイレボリューション」 |      |            | 4:09 |
| 3.  | 「Alright!!」                |      |            | 7:29 |
| 4.  | 「愛をこめて花束を」         |      |            | 5:32 |
| 5.  | 「Bi-Li-Li Emotion」         |      |            | 4:57 |
| 6.  | 「マニフェスト」             |      |            | 6:38 |
| 7.  | 「愛をからだに吹き込んで」   |      |            | 4:29 |
| 8.  | 「Beautiful」                |      |            | 6:17 |
| 9.  | 「On Your Side」(アンコール) |      |            | 6:20 |
| 10. | 「You You」(アンコール)      |      |            | 7:20 |

## 演奏
Disc 1
- 越智志帆
  - Lead Vocal
  - Background Vocals (#1.2.3)
- 名越由貴夫
  - Electric Guitar (#1.2)
  - Electric Sitar (#2)
- 八橋義幸
  - Electric Guitar (All)
  - Background Vocals (#3)
- 種子田健
  - Bass (All)
  - Background Vocals (#3)
- 蔦谷好位置
  - Programming (#1.2)
  - Hammond B-3, Background Vocals (#3)
  - Keyboards (#4.5)
- 河村智康：Drums, Tambourine (#1)
- 後関好宏：Baritone Sax (#1)
- 須藤優：Bass (#2)
- ASA-CHANG：Drums, Percussion (#2)
- 曽根巧
  - Electric Guitar (#3.4)
  - Acoustic Guitar (#5)
  - Background Vocals (#3)
- Alan Merrill：Electric Guitar (#3)
- 松原寛
  - Drums (#3.4.5)
  - Background Vocals (#3)
- オオヒナタハルコ
  - Background Vocals (#3)
  - Chorus (#4.5)

Disc 2
- 越智志帆
  - Lead Vocal
  - Background Vocals (#1.2.3.5-16)
  - Piano (#4)
  - Cowbell (#6)
  - Glockenspiel (#7)
  - Acoustic Guitar (#8.14)
  - Shaker (#13)
- 多保孝一
  - Electric Guitar (#1.2.3)
  - Programming (#1)
  - Background Vocals (#3)
- 鈴木克敏：Bass (#1)
- 山岡恭子：Rhodes, Ethnic Vocals, Arrangement (#1)
- 朝倉真司
  - Drums (#1.3)
  - Conga, Shaker (#1)
  - Tambourine (#3)
  - Percussion (#8.15)
- 松岡モトキ
  - Guiro (#1)
  - Acoustic Guitar (#2.3)
  - Tambourine (#2)
  - Background Vocals (#3)
- 八橋義幸：Electric Guitar (#2.6.7.8.10-15)
- 沖山優司：Bass (#2.3)
- 伊藤隆博：Piano, Hammond B-3 (#2)
- 山本拓夫
  - Soprano Sax (#2)
  - Tenor Sax (#6)
- 村石雅行：Drums (#2)
- 野崎泰弘
  - Wurlitzer (#3)
  - Hammond B-3 (#3.5)
  - Vox Organ (#5)
- 杉並児童合唱団：Background Vocals (#3)
- 百田留衣：Acoustic Guitar, Electric Guitar (#4)
- 種子田健：Bass (#4.5.10.11.13.15)
- 松原寛：Drums (#4.5.7.8.13)
- 蔦谷好位置
  - Organ (#4)
  - Piano (#5.7.10.15.16)
  - Hammond B-3 (#6.7.14)
  - Programming (#11-16)
  - Background Vocals (#5.6.9)
- 草刈浩司：Electric Guitar (#5)
- 曽根巧：Electric Guitar (#5.9)
- 竹本健一：Background Vocals (#5.15)
- 昼海幹音：Electric Guitar (#6.7.10)
- TOKIE：Bass (#6.9)
- クハラカズユキ：Drums (#6)
- 松原秀樹：Bass (#7.8)
- 弦一徹ストリングス：Strings (#7.10)
- PERIDOTS：Background Vocal (#8)
- マシータ：Drums (#9)
- 小田原豊：Drums (#10911)
- 名越由貴夫
  - Electric Guitar (#11.12.15.16)
  - Acoustic Guitar (#15.16)
- 佐々木貴之：Electric Guitar (#13.14)
- 須藤優：Bass (#14)
- 玉田豊夢：Drums (#14)
- 釣俊輔：Programming (#15.16)
- Lyn, KAORU：Background Vocals (#15)

## 収録アルバム
黒い雫
- 『Superfly 10th Anniversary Greatest Hits “LOVE, PEACE & FIRE”』（#4・Disc 3）